# Republika sedmi ostrovů
Republika sedmi ostrovů (řecky Ἑπτάνησος Πολιτεία) byl ostrovní stát na území Jónského souostroví, který pod společným protektorátem Ruska a Osmanské říše existoval v letech 1800 až 1807 a poté jako francouzská država v letech 1807 až 1815. Byl prvním územím po pádu byzantské říše v 15. století, které bylo spravováno Řeky. Republiku tvořilo především sedm velkých ostrovů, Korfu, kde sídlila vláda, Paxos, Lefkada, Kefalonia, Ithaka, Zakynthos a Kythéra, a dále řada menších ostrůvků.
Šlo o následnický stát revoluční Francií obsazeného území a v roce 1807 byla republika opět postoupena Francii císaře Napoleona. Francie dosavadní řeckou vládu a správní instituce ponechala ve funkci a území spravovala pod jménem République Septinsulaire nebo République des Sept-Îles. Území během napoleonských válek postupně obsadili Britové, kterým ostrovy formálně připadly Pařížskou mírovou smlouvou roku 1815. Ti pak zde pod svou ochranou zorganizovali Spojené státy Jónských ostrovů.